# Aldrichiopa coracella
Aldrichiopa coracella là một loài ruồi trong họ Tachinidae.